# 요한 라바에우스

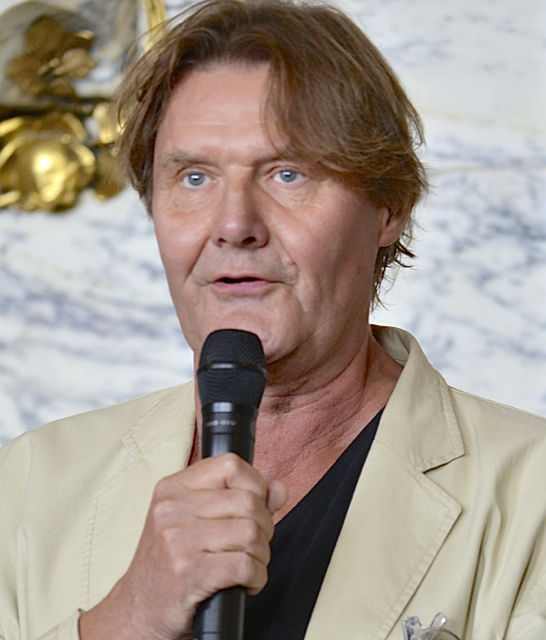

요한 라바에우스(Johan Rabaeus, 1947년 7월 31일 ~ )는 스웨덴의 배우이다.
스톡홀름에서 태어났다.

## 영화
- 로열패밀리 (2014년)
- 더 칼슨 브라더 (2010년)
- 더 피라미드 (2007년)
- 서치 (2006년)
- 엑시트 (2006년)
- 차이나맨 (2005년)
- 와일드 영 (2003년)
- 예루살렘 (1996년)